# Etnisk diskriminering

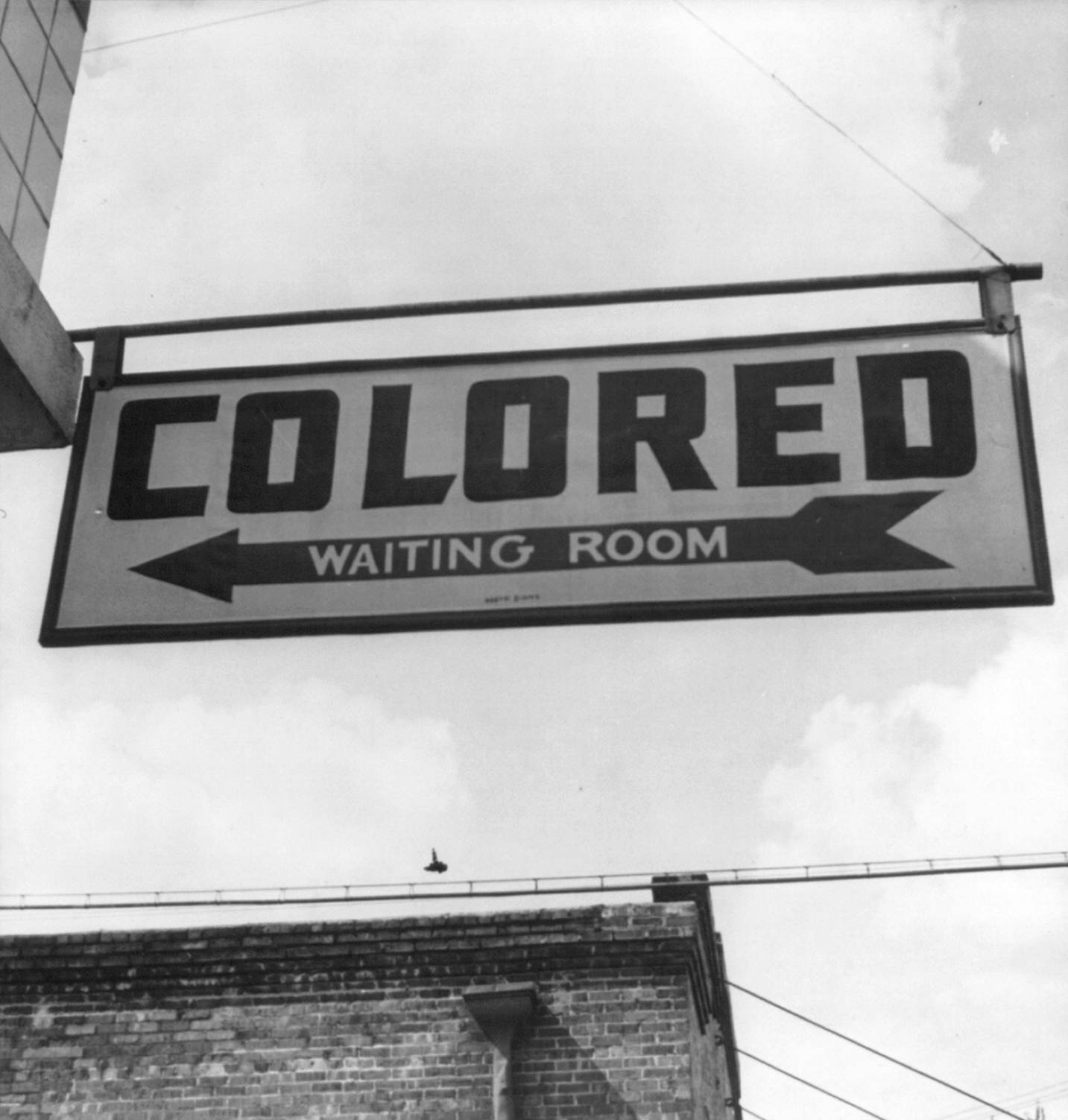
Skylt utanför väntrum för färgade på en busstation för Greyhoundbussar ^{}, i Georgia, USA. Bilden tagen 1943.

Etnisk diskriminering är när någon diskrimineras på grund av sin etnicitet. Det handlar ofta om en människas bakgrund, kultur, sociala och ekonomiska förhållande. Begreppet kan sägas vara det juridiska begreppet för rasdiskriminering, men förutsätter inte att ett rasbegrepp ligger bakom diskrimineringen. Inom forskning som studerar rasismer jämförs det ideologiska innehållet bakom begreppen "ras" och etnicitet och vad det får för konsekvenser frågan om diskriminering. Inom exempelvis rasifieringsforskningen och Critical Race Theory, som studerar olika typer av diskrimineringar, görs en åtskillnad mellan etnicitet och föreställningen om "ras". Enligt rasifieringsforskare, som exempelvis Irene Molina, innehåller konstruktionen av "ras" maktdimensioner vilka avspeglas som maktasymmetrier (ojämlika maktförhållanden) i samhället som uppstår på grund av rasdiskrimineringar.
I många länder finns i lag förbud mot etnisk diskriminering i olika former.

## Diskriminering
är när individer och grupper särbehandlas negativt på grund av en faktiskt eller upplevd tillhörighet till en viss etnisk grupp. Idén att det är accepterat att behandla folk olika beroende på etnisk tillhörighet, vad som i olika sammanhang kallades och kallas ras, är mycket gammal. Några av de tydligare historiska exemplen är den medeltida antisemitismen i Europa, synen på den inhemska befolkningen som "lägre stående" under kolonialismen och slavhandeln i USA. Etnisk diskriminering och rasdiskriminering har också både historiskt och i modern tid tagit sig uttryc samhällen har rasliga regelsystemen formaliserats i lagar, så kallade raslagar, för medborgare med olika hudfärg och etnicitet. Till de mer kända exemplen i modern tid brukar räknas USA:s raslagar, Sydafrikansk apartheid och de tyska raslagarna under naziregimen. Ofta ses diskriminering på grund av religionstillhörighet som en typ av etnisk diskriminering, eftersom en persons religiösa tillhörighet ofta präglas av hans/hennes etniska tillhörighet. Etnisk diskriminering anses ofta vara ett uttryck för rasism.
Etnisk diskriminering på det individuella planet kan, idag i västvärlden, exempelvis handla om att en kund avvisas från en affär för att ägaren anser att kundens etnicitet innebär en högre risk för snatteri, att människor med mörk hudfärg inte släpps in på en krog eller att människor med utländska efternamn inte blir kallade till anställningsintervjuer.

## Lagstiftning i Sverige
Sedan 2008 är lagstiftningen på området i Sverige samlat i Diskrimineringslagen, och Diskrimineringsombudsmannen är den myndighet som har en viktig roll på området.

### Notförteckning
1. ↑  de los Reyes & Kamali 2005.
2. ↑  Lagen om förbud mot diskriminering (2003:307 )

### Källförteckning
- de los Reyes, Paulina; Kamali, Masoud (2005). Bortom vi och dom: Teoretiska reflektioner om makt, integration och strukturell diskriminering (SOU 2005:41). Stockholm: Statsrådsberedningen. Libris 10650589. ISBN 978-0-387-69168-8